# Heinkel He 116

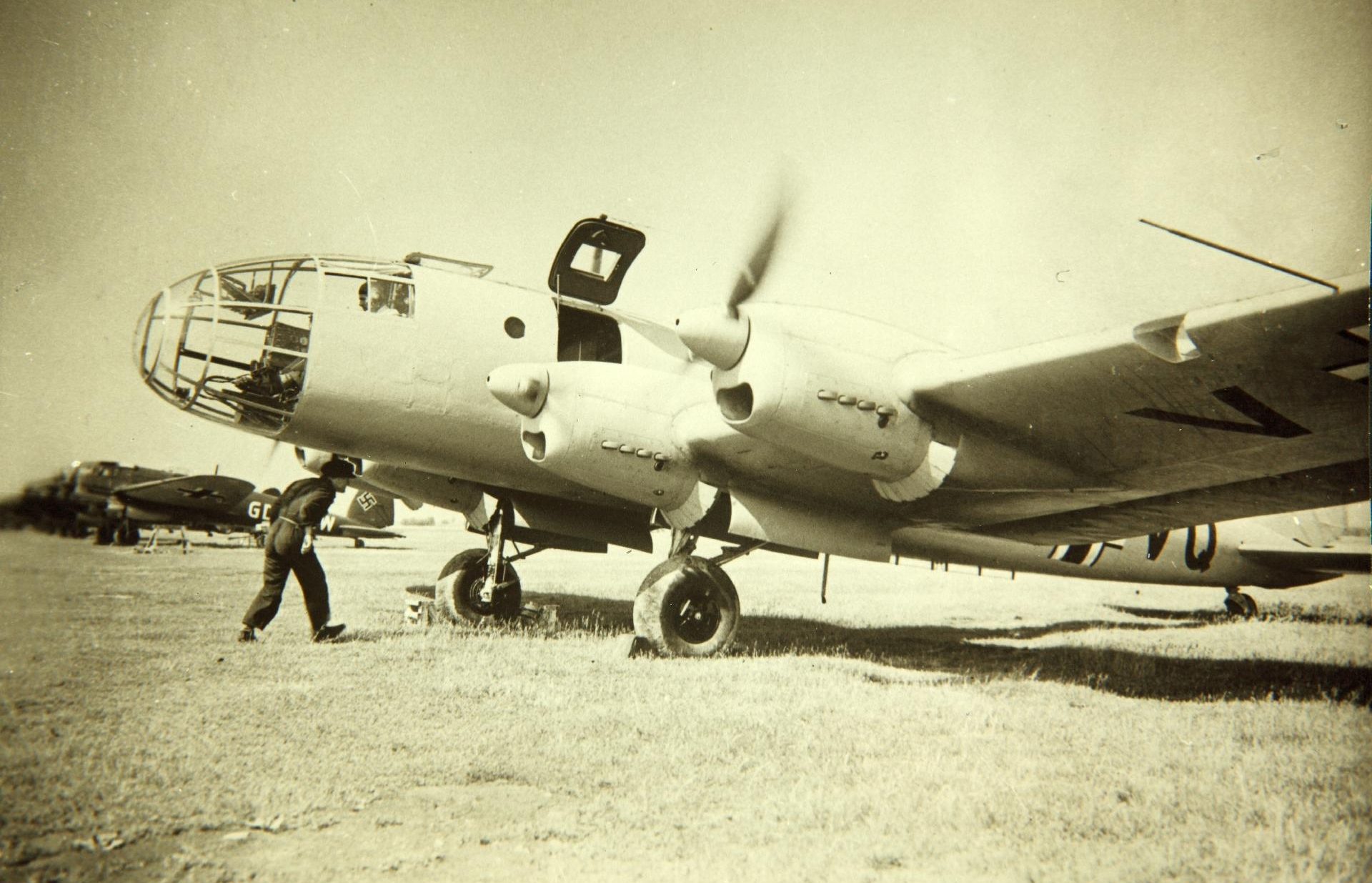
Heinkel He 116

De Heinkel He 116 was een sierlijk viermotorig passagiersvliegtuig van gemengde bouwwijze. De bouw bleef beperkt tot slechts enkele exemplaren die dienstdeden bij de Deutsche Lufthansa. Tijdens de Tweede Wereldoorlog werd er een aanvullende serie van twaalf toestellen gebouwd die dienstdeden als transportvliegtuig bij de Luftwaffe.
- Introductiejaar: 1936
- Spanwijdte: 22 meter
- Gewicht: 7130 kg
- Topsnelheid: 375 km/u
- Motoren: 4 Hirth motoren van 280 pk